# Occhio Cupo
Occhio Cupo (en español, Ojo Sombrío) es una historieta italiana de aventuras de la Casa Editrice Audace (hoy Sergio Bonelli Editore), creada por Gian Luigi Bonelli en 1948. Los dibujos son de Aurelio Galleppini (Galep).

## Trayectoria editorial
En 1948, la directora de la editorial Audace Tea Bonelli (nacida Bertasi), exesposa de Gian Luigi Bonelli y madre de Sergio, quiso relanzar su empresa con nuevas historietas, ya que las reediciones de Furio Almirante ya no encontraban el éxito de antes. El 31 de mayo escribió una carta al dibujante Galep (seudónimo de Aurelio Galleppini), que en ese entonces vivía en Florencia, para que se mudara a Milán y participara en dos proyectos editoriales paralelos: Occhio Cupo, una historieta de aventuras de capa y espada, y el wéstern Tex, ambos con guiones de Gian Luigi Bonelli.
Las expectativas y estrategias comerciales para las dos historietas fueron diferentes: Occhio Cupo ofrecía un dibujo refinado y elegante en álbumes de gran tamaño (21x28,8 cm), muy por encima de los estándares de esa época, mientras que Tex era realizado por Galep en las horas nocturnas con dibujos menos meticulosos, y se presentaba como un cuadernillo con grapa de dimensiones reducidas (8x18 cm). También los precios eran diferentes: Occhio Cupo costaba 30 liras, Tex sólo 15. La serie de Occhio Cupo fue estrenada el 1 de octubre de 1948 (un día después del estreno de Tex), con el álbum titulado "Il giuramento del forzato".
Para aliviar el duro trabajo dedicado a Occhio Cupo por Galep, quien tuvo que documentarse sobre los trajes y los escenarios de la época, fueron reutilizados, debidamente modificados, algunos dibujos de dos aventuras de Capitan Fortuna, una historieta de la misma editorial creado por Rino Albertarelli en 1941, inspirada en las novelas de Emilio Salgari.
Sin embargo, pese a las diferencias, la serie estrella no logró gozar del favor del público y cerró la publicación después de solos 6 números, mientras que el más modesto Tex se convirtió en una historieta de culto, siendo aún hoy la más popular y vendida de Italia.

## Argumento
El noble francés Carlo Lebeau es deportado a Canadá debido a una falsa acusación de asesinato. Tras escapar del barco donde está prisionero gracias a Clara Montcain, crea una nueva identidad para sí mismo, convirtiéndose en Occhio Cupo. Sus aventuras, ambientadas en los bosques de la región de los Grandes Lagos durante la guerra anglo-francesa, tienen un final feliz cuando logra llevar ante la justicia sus acusadores y se casa con Clara.